# Бунари Радоша Модричанина
Бунари Радоша Модричанина је југословенски кратки ТВ филм из 1981. године. Режирао га је Предраг Антонијевић а сценарио је написао Радомир Андрић.

## Улоге
| Глумац          | Улога |
| --------------- | ----- |
| Предраг Лаковић |       |